# Антон Безеншек
Антон Тома Безеншек (на словенски: Anton Toma Bezenšek) е словенски езиковед, публицист, специалист по стенография и учител, работил през по-голямата част от живота си в България.
Известен е с това, че приспособява стенографската система на Франц Ксафер Габелсбергер към южнославянските езици.

## Биография
Безеншек се записва в гимназия на 12-годишна възраст и завършва с отличие. Научава хърватския вариант на Габелсбергеровата система.
Постъпва в Загребския университет, където учи гръцки, латински и български във Философския факултет. Избран е за председател на студентската организация през 1873 г. Като студент води курс по стенография, посетен от 236 души за 5 години.
След дипломирането си Безеншек посещава Прага, Дрезден и Любляна, получава разрешение за преподаване и започва да работи като главен стенограф в словенския парламент в Любляна.
По покана на българското правителство, по препоръка от своя състудент Спас Вацов, Безеншек се мести в новоосвободеното княжество през 1879 г. и започва работа като главен стенограф в Народното събрание в София. Съгласява се на по-малка заплата от тази, която би могъл да взема като преподавател. Провежда първия курс в България на 25 септември 1879 г.
През 1884 г., по донос на негов ученик, Безеншек е уволнен от работата си в Народното събрание. Вместо да приеме предложенията за връщане в Словения и Хърватия, решава да се премести в Пловдив, тогава столица на Източна Румелия. От 1885 до 1905 г. работи в тамошни гимназии, въвеждайки предмета „Етика“ в учебния план и прилагайки съвременни методики за преподаване на чужди езици – например по неговото „Ново практическо ръководство за лесно изучаване на немския език“.
Безеншек се връща в София през 1906 г. и остава там до смъртта си. Преподава в Софийския университет от 1911 г., продължава да бъде активен учен, издава много публикации и преводи.
Публикувайки редица съчинения за България на словенски език, Безеншек има голям принос за запознаването на словенската общественост със страната, като в същото време прави много и за това българите да научат повече за родната му страна.

## Памет
На Антон Безеншек е наречена улица в квартал „Васил Левски“ в София (Карта).
През 1957 г. публикуваното му „Траурно слово, държано в деня на погребението на н.ц.в. княгиня Мария Луиза в салона на Пловдивската държавна гимназия „Александър I“ (1899) е включено в Списъка на вредната литература.